# Belgische kwalificatie voor het wereldkampioenschap voetbal 1974
België nam van mei 1972 tot november 1973 deel aan de kwalificatiecampagne voor het WK 1974 in West-Duitsland. Onder leiding van bondscoach Raymond Goethals werden de Witte Duivels tweede in hun groep, met evenveel punten als Nederland, dat op basis van het doelsaldo naar het WK mocht.

## Kwalificatie
De kwalificatiecampagne voor het WK in West-Duitsland was de eerste van drie opeenvolgende kwalificatiecampagnes waarin België het moest opnemen tegen zowel IJsland als Nederland. Op 18 mei 1972 begonnen de Witte Duivels met een ruime zege tegen de IJslanders. Het werd in Luik 4–0 dankzij een doelpunt van Paul Van Himst en een hattrick van Odilon Polleunis. De terugwedstrijd volgde al enkele dagen later. Opnieuw wonnen de Belgen met vier doelpunten verschil, ditmaal dankzij goals van François Janssens, Jean Dockx en Raoul Lambert (2x). In oktober 1972 won het team van bondscoach Raymond Goethals ook van Noorwegen. Het werd in Oslo 0–2 via treffers van Léon Dolmans en Lambert.
Met drie zeges kwam België al snel aan de leiding te staan, maar grote concurrent Nederland had op dat ogenblik nog geen enkel duel gespeeld. Oranje kwam pas begin november 1972 voor het eerst in actie. Enkele weken later mochten de twee buurlanden het tegen elkaar opnemen. Het duel in het Bosuilstadion in Antwerpen eindigde in een scoreloos gelijkspel. België won nadien opnieuw met 2–0 van Noorwegen, maar ook Nederland liet in 1973 geen punten liggen tegen de Noren en IJslanders. Dankzij onder meer een ruime zege tegen IJsland (1–8) beschikte Oranje bovendien over een beter doelsaldo, waardoor het over België naar de eerste plaats sprong. Op de slotspeeldag van de kwalificatiecampagne mochten de twee buurlanden onderling uitmaken wie naar het WK mocht. Het duel in het Olympisch Stadion in Amsterdam eindigde net als de heenwedstrijd in een scoreloos gelijkspel. Middenvelder Jan Verheyen bracht de Belgen in het slot van de wedstrijd op voorsprong, maar het doelpunt werd onterecht afgekeurd voor buitenspel. Door het gelijkspel bleef Nederland aan de leiding in de groep en mocht het ten koste van de Duivels naar het WK, waarop Oranje uiteindelijk de finale zou bereiken. België was, zonder een tegendoelpunt te incasseren, uitgeschakeld voor het eindtoernooi.

### Kwalificatieduels
| 18 mei 1972      | België    | 4 – 0 | IJsland   |
| 22 mei 1972      | IJsland   | 0 – 4 | België    |
| 4 oktober 1972   | Noorwegen | 0 – 2 | België    |
| 19 november 1972 | België    | 0 – 0 | Nederland |
| 31 oktober 1973  | België    | 2 – 0 | Noorwegen |
| 18 november 1973 | Nederland | 0 – 0 | België    |

#### Stand groep 3
| Nr. | Land      | GW | W | G | V | DV | DT | DS  | Ptn |
| --- | --------- | -- | - | - | - | -- | -- | --- | --- |
| 1   | Nederland | 6  | 4 | 2 | 0 | 24 | 2  | +22 | 10  |
| 2   | België    | 6  | 4 | 2 | 0 | 12 | 0  | +12 | 10  |
| 3   | Noorwegen | 6  | 2 | 0 | 4 | 9  | 16 | –7  | 4   |
| 4   | IJsland   | 6  | 0 | 0 | 6 | 2  | 29 | –27 | 0   |

## Technische staf
|                 |                         |               |
| Functie         | Naam                    | Nationaliteit |
| Bondscoach      | Raymond Goethals (foto) | België        |
| Assistent-coach | Julien Labeau           | België        |

## Doelpuntenmakers
| Naam              | Goals | GW |
| ----------------- | ----- | -- |
| Raoul Lambert     | 4     | 5  |
| Odilon Polleunis  | 3     | 3  |
| Léon Dolmans      | 2     | 3  |
| Paul Van Himst    | 1     | 6  |
| Jean Dockx        | 1     | 6  |
| François Janssens | 1     | 2  |

KBVB · A-internationals · Selecties · Statistieken · Bondscoaches · Belgisch vrouwenelftal · Olympisch elftal · België U21 · België U20 · België U19 · België U18 · België U17 · België U16 · Vrouwen U19 · Vrouwen U17
Albanië ·
Algerije ·
Andorra ·
Argentinië ·
Armenië ·
Australië ·
Azerbeidzjan ·
Bosnië en Herzegovina · 
Brazilië ·
Bulgarije ·
Burkina Faso ·
Canada ·
Chili ·
Colombia ·
Costa Rica ·
Cyprus ·
DDR ·
Denemarken ·
Duitsland ·
Egypte ·
El Salvador ·
Engeland ·
Estland ·
Faeröer ·
Finland ·
Frankrijk ·
Gabon ·
Gibraltar ·
Griekenland ·
Hongarije ·
Ierland ·
IJsland ·
Irak ·
Israël ·
Italië ·
Ivoorkust ·
Japan ·
Joegoslavië ·
Kazachstan ·
Kroatië · 
Letland ·
Litouwen ·
Luxemburg ·
Malta ·
Marokko ·
Mexico ·
Montenegro · 
Nederland ·
Noord-Ierland ·
Noord-Macedonië ·
Noorwegen ·
Oekraïne ·
Oostenrijk ·
Panama · 
Paraguay ·
Peru ·
Polen ·
Portugal ·
Qatar ·
Roemenië ·
Rusland ·
San Marino ·
Saoedi-Arabië ·
Schotland ·
Servië ·
Servië en Montenegro ·
Slovenië ·
Slowakije ·
Sovjet-Unie ·
Spanje ·
Tsjechië ·
Tsjecho-Slowakije ·
Tunesië · 
Turkije · 
Uruguay · 
Verenigde Staten · 
Wales · 
Wit-Rusland ·
Zambia · 
Zuid-Korea · 
Zweden · 
Zwitserland
Algerije (2014) ·
Argentinië (2014) · 
Brazilië (2018) · 
Canada (2022) · 
Denemarken (2021) · 
Engeland (2018, 1) · 
Engeland (2018, 2) · 
Finland (2021) · 
Frankrijk (1904) ·
Frankrijk (2018) · 
Ierland (2016) · 
Italië (2016) · 
Italië (2021) · 
Japan (2018) · 
Kroatië (2022) · 
Marokko (2022) · 
Nederland (1985) · 
Panama (2018) ·
Polen (1982) · 
Portugal (2021) · 
Rusland (2014) · 
Rusland (2021) · 
Sovjet-Unie (1982) · 
Tunesië (2018) · 
Verenigde Staten (2014) ·
West-Duitsland (1980) · 
Zuid-Korea (2014)